# 4082 Swann
Swann (asteroide 4082) é um asteroide da cintura principal, a 1,7748164 UA. Possui uma excentricidade de 0,2574097 e um período orbital de 1 349,58 dias (3,7 anos).
Swann tem uma velocidade orbital média de 19,26596022 km/s e uma inclinação de 9,60714º.
Este asteroide foi descoberto em 27 de Setembro de 1984 por Carolyn Shoemaker.